# Gölcük Gölü
Der Gölcük Gölü ist ein Kratersee in der Türkei. Er befindet sich etwa 8 Kilometer (Fahrtstrecke) südwestlich von Isparta und etwa 30 Kilometer südlich von Burdur. Die Höhe über dem Meeresspiegel beträgt 1380 Meter. Die Fläche beträgt 105 Hektar und die tiefste Stelle ist etwa 32 Meter. In dem Wasser leben zahlreiche Fischarten.
Das Gebiet wurde aufgrund der Flora, Fauna und der Landschaft im Jahre 1991 zum Naturpark ernannt. Rund um den See befinden sich 150–300 Meter hohe Vulkandome.